# Columbia, Kentucky
Columbia är huvudort i Adair County, Kentucky, USA. År 2020 hade orten 4 845 invånare. Den har enligt United States Census Bureau en area på 8,9 km², allt är land.